# Skinnerhyus
Skinnerhyus shermerorum es un género extinto de mamífero artiodáctilo perteneciente a la familia Tayassuidae (pecaríes) que vivió durante el Mioceno tardío en Nebraska, Estados Unidos; se caracterizaba por poseer unas grandes protuberancias en los huesos de sus mejillas que se asemejaban a alas.